# NGC 7416
NGC 7416 ist eine Balken-Spiralgalaxie vom Hubble-Typ SBb im Sternbild Aquarius auf der Ekliptik. Sie ist schätzungsweise 133 Millionen Lichtjahre von der Milchstraße entfernt.
Das Objekt wurde am 25. August 1864 von Albert Marth entdeckt.